# Patrick Deneen
Patrick Deneen (Redmond, 25 de diciembre de 1987) es un deportista estadounidense que compite en esquí acrobático, especialista en las pruebas de baches.
Ganó tres medallas en el Campeonato Mundial de Esquí Acrobático, en los años 2009 y 2013.
Participó en dos Juegos Olímpicos de Invierno, ocupando el sexto lugar en Sochi 2014 y el decimonoveno en Vancouver 2010.

## Medallero internacional
| Campeonato Mundial | Campeonato Mundial  | Campeonato Mundial | Campeonato Mundial |
| Año                | Lugar               | Medalla            | Competición        |
| ------------------ | ------------------- | ------------------ | ------------------ |
| 2009               | Inawashiro (Japón)  | Medalla de oro     | Baches             |
| 2013               | Oslo/Voss (Noruega) | Medalla de bronce  | Baches             |
| 2013               | Oslo/Voss (Noruega) | Medalla de bronce  | Baches en paralelo |